# 1764
1764. је била проста година.

## Догађаји

### Јануар
- 7. јануар − Сикулицидијум, покољ Секеља у Мадефалви

### Фебруар
- 15. фебруар — Основан је град Сент Луис.